# シニアルネサンス財団
一般財団法人シニアルネサンス財団（しにあるねさんすざいだん）は、元内閣府所管の財団法人。中高年の人（すなわち「シニア」の人）が「元気で文化的な生活を追求し続ける」ことを支援することを目的とする。

## 概要
- 所在：東京都千代田区九段南3-5-10 九段菊江ビル3階
- 設立：1992年6月1日

## 典拠
1. ↑  シニアルネサンス財団・シニアルネサンスから始まる新しい社会